# Iglesia de la Santísima Trinidad (Yondó)
La Iglesia de la Santísima Trinidad es una iglesia católica colombiana en Yondó bajo la advocación de la Trinidad perteneciente a la jurisdicción eclesiástica de la Diócesis de Barrancabermeja. 
Si bien Yondó pertenecía eclesiásticamente a Remedios y Simití no hacía parte de su jurisdicción, Miguel Ángel Builes solicitó a Efraín Díaz, párroco de esa población, enviar un coadjutor a prestar sus servicios como sacerdote en Yondó, que para entonces aún se denominaba Casabe. Simití hacía parte de la Arquidiócesis de Cartagena, pero su párroco y coadjutores pertenecían además a los Misioneros Javerianos de Yarumal, fundados por Builes. 
El 7 de agosto de 1944, un misionero de Yarumal, Julio Luis Gallo, proveniente de Simití, partió hacia el sur por el río Magdalena en el David Arango, llegando a Casabe dos días después. A su arribo notó que en general los shelleros eran católicos, exceptuando a los extranjeros. Los directivos de Shell-Cóndor adaptaron la sala de espera del consultorio médico, así como la botica, como una capilla. Gallo se desempeñó como sacerdote entre el 10 y el 15 de agosto, partiendo hacia Simití el 16, y solicitando a la compañía petrolera la construcción de una verdadera capilla y casa cural. Gallo comenzó a altarnarse con Absalón Martínez, y el 24 de mayo de 1946, el primero recibe el siguiente telegrama:

Comunícole quince días listo local capilla provisional Casabe, Compañía ofrece habitación dos sacerdotes, mil habitantes, escuelas, familias ansiosos esperan.

Martínez organizó entre el 13 y el 18 de julio de 1946 la primera fiesta a la Virgen del Carmen, y el 1° de enero de 1947, Gallo comienza a desempeñarse como capellán, durando casi exactamente dos años, pues el 30 de diciembre de 1948, diecisiete días después de haber sido nombrado Guillermo Grisales como vicario cooperador de la capellanía, Gallo entregó su cargo de capellán a Libardo Arango, por orden de sus superiores. Arango es considerado como uno de los motivadores de la Violencia bipartidista, y fue sucedido por Benigno Zapata el 12 de enero de 1952, que a su vez, fue sucedido por Gabriel Atehortúa el 12 de abril de 1952.
El 4 de febrero de 1953, Atehortúa recibió la visita pastoral de Builes, así como la de las hermanas teresitas unos meses después; fue sucedido por Abel Escobar el 1° de noviembre de ese mismo año, Escobar por Octavio Cárdenas el 17 de marzo de 1958 y éste, por Luis Heraclio Castaño el 28 de mayo de 1961. Estando Escobar como capellán, fue suprimido el patronazgo de la Virgen del Carmen a favor de la Santísima Trinidad, escogida como nueva advocación, el 25 de junio de 1956; y durante la capellanía de Castaño, fue creada la Diócesis de Barrancabermeja, pasando, junto a otras capillas y parroquias del Magdalena Medio, incluyendo Simití, a la nueva diócesis; cuyo primer obispo, Bernardo Arango Henao, creó la parroquia de la Santísima Trinidad, siendo la primera capellanía en ser elevada al rango de parroquia en todo el territorio que de la Diócesis de Santa Rosa de Osos pasó a hacer parte de la Diócesis de Barrancabermeja. Además, al ser Yondó una parroquia de la Provincia Eclesiástica de Bucaramanga (eclesiásticamente), se convirtió en una entidad parroquial del Departamento de Antioquia (civilmente).